# Synlestes weyersii
Synlestes weyersii är en trollsländeart. Synlestes weyersii ingår i släktet Synlestes och familjen Synlestidae.

## Underarter
Arten delas in i följande underarter:
- S. w. nigrescens
- S. w. tillyardi
- S. w. weyersii